# Синий альбом
«Синий альбом» — дебютный «естественный» альбом группы «Аквариум», появившийся в магнитиздате в 1981 году. Первый альбом группы, записанный в настоящей студии звукозаписи Андреем Тропилло. Все предыдущие записи, по классификации Бориса Гребенщикова, относятся к эпохе «доисторического Аквариума»: «Искушение святого Аквариума» — Гребенщиков и Джордж, «Притчи графа Диффузора» — БГ, Михаил Файнштейн, Дюша Романов, «С той стороны зеркального стекла» — фактически сольный альбом БГ, «Все братья — сёстры» — БГ и Майк.

## История
Во время записи альбома члены группы были увлечены регги и растафарианством, результатом чего стало наличие на «Синем альбоме» нескольких песен регги на соответствующую тематику: «Рутман», «Единственный дом (Джа даст нам всё)» и т. д. Когда осенью 1980 года у «Аквариума» появилась возможность записываться в студии Андрея Тропилло, они в качестве разминки тут же попытались сыграть реггей Эдди Гранта «How do you feel my love». «Аквариум» обосновался в Доме юного техника на Охте и приступил к записи. Изначально этот альбом планировался как запись так называемого «Тбилисского цикла», то есть песен, исполненных на фестивале «Весенние ритмы» в марте 1980 года. Осуществить эту задумку оказалось в то время невозможно ввиду отсутствия барабанов и барабанщика.

У Бориса тогда накопилось уже достаточно новых песен, и он стал просто приходить в студию и писать их — сегодня одну, завтра другую с теми, кто оказывался в студии на данный момент. Концепции альбома группы не было вообще. Это был первый опыт, и только к концу записи альбом приобрёл конкретные очертания и стал «Синим альбомом». Хотя Борис утверждает, что он прекрасно знал, что он делает, и видел «Синий альбом» ещё до того, как приступил к записи.
— Всеволод Гаккель
Борис Гребенщиков об альбоме:

Летом 1980 из ниоткуда появился крайне отдалённо знакомый по имени Андрей Тропилло и сказал — «Я помогу вам».
Первым знаком этой помощи был самодельный пульт в грубом деревянном ящике, привезённый им в Севкину квартиру (за неимением иного места складирования). Начало было многообещающим; пульт был похож на партизанскую взрывную машину.
Поздней осенью Тропилло, гипнотически убедив старушку-вахтёршу в том, что мы — пионеры, ввёл нас в Дом Юного Техника на Охте, где служил руководителем кружка звукозаписи. Играли фанфары, пел хор нелегальных ангелов — началась Новая Эпоха.
— Борис Гребенщиков
В целом вся подборка песен, записанных «Аквариумом» в течение зимы 1980—1981 годов, напоминала, по словам музыкантов, смесь «обломков старого и наступившего нового». Оказавшись в студии, «Аквариум» захотел сразу всего — попробовать записать Дилана, реггей, чистую акустику «Гость» или подпольные страдания «Плоскости» в духе Velvet Underground. С реггей сделано то же, что Боб Дилан сделал с «британским попом» в своём электричестве — «bringing it all back home» («унося всё это к себе домой»).

Для меня это был очень важный альбом, поскольку впервые в жизни мы получили возможность сделать именно то, что хотели сделать — естественный, натуральный альбом, как оно и положено. Ты включаешь его, и начинается экспириенс на 40 минут. Альбом хотелось сделать насыщенным — поэтому тут и фонограмма поезда, и Дюшкин инструментал, и многое другое. То есть пластинка должна была быть атмосферной — открытка из осени и зимы. В ней все песни связаны с тем, что с нами тогда происходило.
— Борис Гребенщиков
Обложка альбома родилась экспромтом, фотосессия происходила в лифтовой шахте одного из зданий на Литейном проспекте, куда музыканты ходили в гости к своему бывшему звукорежиссёру Марату Айрапетяну. Съёмки состоялись прямо в подъезде. Отпечатанные фотографии прикреплялись клеем «Момент» на коробки магнитофонных плёнок. На чистые бобины вручную записывался сам альбом. Внешний торец картонных коробок заклеивался синими полосками, вырезанными из детских наборов цветной бумаги. Поэтому альбом получился «Синим».
На обратной стороне обложки название звукозаписывающей студии в целях конспирации обозначено как Los Pills Records.

## Список композиций
Автор всех песен — Борис Гребенщиков, кроме специально отмеченной.
| №  | Название                                                | Автор(ы)     | Длительность |
| -- | ------------------------------------------------------- | ------------ | ------------ |
| 1. | «Железнодорожная вода»                                  |              | 5:41         |
| 2. | «Герои рок-н-ролла» (Молодая шпана)                     |              | 3:37         |
| 3. | «Гость»                                                 |              | 2:00         |
| 4. | «Странные объекты между светом и звуком» (Инструментал) | Дюша Романов | 0:42         |
| 5. | «Электрический пёс»                                     |              | 3:51         |
| 6. | «Всё, что я хочу»                                       |              | 4:30         |
| 7. | «Чай»                                                   |              | 2:19         |

| №   | Название                              | Длительность |
| --- | ------------------------------------- | ------------ |
| 8.  | «Плоскость»                           | 6:54         |
| 9.  | «Рутман»                              | 3:11         |
| 10. | «В подобную ночь»                     | 2:59         |
| 11. | «Единственный дом» (Джа даст нам всё) | 2:13         |
| 12. | «Река»                                | 4:19         |

| №   | Название                | Длительность |
| --- | ----------------------- | ------------ |
| 13. | «Пионерская, 38»        | 1:40         |
| 14. | «14»                    | 3:44         |
| 15. | «Вызываю огонь на себя» | 3:01         |

## Участники записи
- Борис Гребенщиков — голос, гитары, фортепиано, губная гармоника
- Дюша Романов — флейта, голос, электрогитара
- Михаил Файнштейн — бас, ударные
- Всеволод Гаккель — виолончель
- Дмитрий Гусев — губная гармоника, ударные
- Андрей Тропилло — звукорежиссёр (запись на магнитофон — предшественник студийной «Теслы»[источник не указан 2927 дней] (возможно — «Тембр»[источник не указан 2927 дней]))

## Интересные факты
- Запоминающийся образ «железнодорожной воды» родился в сознании Гребенщикова при отъезде в Солнечное под впечатлением от света ночных фонарей, который причудливо отражался на рельсах Финляндского вокзала и производил впечатление инородной жидкости, состоящей из элементов, не зафиксированных таблицей Менделеева. Также в песне использованы образы дзэн («… голый в снегу при свете полной луны»).
- «Молодая шпана» и «Электрический пёс» были написаны под мрачными впечатлениями Гребенщикова от разрушенной личной жизни и ностальгических кухонных разговоров.
- Композицию «Странные объекты между светом и звуком» Файнштейн и Дюша записали без какого-либо участия Гребенщикова, но этот инструментальный кусок ему настолько понравился, что вошёл в альбом.
- На песне «Плоскость» используется единственный звуковой эффект, который имелся на динаккордовском ревербераторе. С его участием, кроме «Аквариума», будут впоследствии записаны «Кино», «Алиса» и «Зоопарк».
- Песня «В подобную ночь» навеяна песней Боба Дилана «On a night like this».
- «Пионерская, 38» — одна из тех песен, о которых Гребенщиков сказал: «Нашлись вещи, которых я сам с 80 года не слышал… Я даже не помню, что мы их записывали, забыл, что они есть вообще!». Запись сделана не в студии у Тропилло.
- «14» — песня из одноимённого несуществующего альбома.
- «Вызываю огонь на себя» — это единственное зафиксированное исполнение — концерт под условным названием «Go, Fagot, go». Именно эта запись из архива Павла Северова и представлена на диске. К нему она попала от Сергея Еремина. В 2012 году эта запись вошла в сборник «Тайная история пчеловодства».

## Переиздания
- 1996 год — студия «Триарий» выпустила альбом без бонус-треков и в собственном оформлении.]
- 2002 год — альбом переиздан на CD в рамках проекта «Антология». В этом издании добавлено три бонус-трека.